# Hiệp hội Chấn thương Cột sống Hoa Kỳ
| Lớp | Chức năng cơ                 |
| --- | ---------------------------- |
| 0   | Không co cơ                  |
| 1   | Có thấy co cơ                |
| 2   | Co cơ không có trọng lực     |
| 3   | Vận động có trọng lực        |
| 4   | Vận động chống lại đối trọng |
| 5   | Vận động bình thường         |

Hiệp hội Chấn thương Cột sống Hoa Kỳ (Tiếng Anh: American Spinal Injury Association, viết tắt là ASIA) thành lập vào năm 1973. Tổ chức này cho xuất bản Tiêu chuẩn Quốc tế về Phân loại Thần kinh của Chấn thương Tủy sống (tiếng Anh: International Standards for Neurological Classification of Spinal Cord Injury, viết tắt là ISNCSCI), là quy trình thăm khám thần kinh được sử dụng rộng rãi để phát hiện giảm cảm giác và vận động do chấn thương tủy sống (SCI). Đánh giá ASIA là tiêu chuẩn vàng để đánh giá SCI.  ASIA là một trong những hiệp hội trực thuộc của Hiệp hội Cột sống Quốc tế.
Thăm khám dựa trên đáp ứng thần kinh. Khám cảm giác bằng cách chạm hoặc dùng kim châm trên khoanh da để xác định ranh giới giữa vùng rối loạn cảm giác với vùng cảm giác bình thường để biết vị trí thương tổn. Khám vận động: Độ mạnh của cơ được tính theo thang điểm từ 0–5 theo bảng bên cạnh và cảm giác được chấm theo thang điểm 0–2: 0 là không có cảm giác, 1 là cảm giác bị thay đổi hoặc giảm, và 2 là cảm giác hoàn toàn bình thường. Mỗi bên của cơ thể cho điểm một cách độc lập. Khi một vùng cơ thể không khám được (ví dù: cắt cụt hoặc bó bột) thì đánh dấu là "NT", "không khám được" (not testable). Thăm khám ISNCSCI được sử dụng để xác định mức độ tổn thương thần kinh (vùng thấp nhất mà cảm giác và vận động còn nguyên vẹn).
Mức độ tổn thương hoàn toàn hoặc không hoàn toàn của chấn thương được đo lường bằng Thang điểm ASIA.
| Loại | Mô tả |
| ---- | --- |
| A    | Tổn thương hoàn toàn. Không có chức năng vận động hoặc cảm giác ở đoạn S4 hoặc S5.                                                                              |
| B    | Tổn thương không hoàn toàn. Còn cảm giác nhưng không có vận động dưới tổn thương, bao gồm cả các đoạn xương cùng S4 và S5.                                      |
| C    | Tổn thương không hoàn toàn. Còn vận động dưới tổn thương và hơn một nửa số cơ được khám dưới tổn thương có sức cơ< 3 điểm (theo thang điểm vận động).           |
| D    | Tổn thương không hoàn toàn. Còn vận động dưới tổn thương và hơn một nửa số cơ được khám dưới tổn thương có sức cơ từ 3 điểm trở lên (theo thang điểm vận động). |
| E    | Bình thường. Cảm giác và vận động bình thường |